# ریوتا ایسومورا
ریوتا ایسومورا (انگلیسی: Ryota Isomura؛ زادهٔ ۱۶ مارس ۱۹۹۱) بازیکن فوتبال اهل ژاپن است.
از باشگاه‌هایی که در آن بازی کرده‌است می‌توان به باشگاه فوتبال ناگویا گرامپوس اشاره کرد.